# Nitro (Band)
Nitro ist eine US-amerikanische Heavy-Metal-Band aus Hollywood, Kalifornien, die 1987 von Jim Gillette, Michael Angelo Batio und T.J. Racer, gegründet wurde.

## Geschichte
Die Glam-Rock-Band Nitro entstand nach Beendigung eines Soloprojekts des Sängers Jim Gillette, bei dem dieser zusammen mit den späteren Gründungsmitgliedern Michael Angelo Batio, T.J. Racer und dem Schlagzeuger Bobby Rock sein erstes Soloalbum Proud to Be Loud aufgenommen hatte. Infolge eines Konzertes bei dem, laut eigenen Berichten, Gillette drei Weingläser einzig mit seiner Stimme zum Zerspringen gebracht hätte, erhielt Nitro einen Plattenvertrag bei Rampage Records, einem Sublabel von Rhino Records, und veröffentlichte dort 1989 ihre erste LP O.F.R (Out Fucking Rageous). Mit Beendigung der Aufnahmen verließ Rock die Gruppe und wurde durch K.C. Comet ersetzt. Im Jahr 1991 veröffentlichte Nitro, nachdem Racer und Comet durch Ralph Carter und Johnny Donner ausgetauscht wurden, ihr zweites Album Nitro II: HWDWS (Hot, Wet, Drippin’ with Sweat). Zwei Jahre später erfolgte 1993 die Auflösung der Band.
Im Dezember 2016 gab die Band ihre Wiedervereinigung bekannt. Zu den Mitgliedern gehören Jim Gilette, Michael Angelo Batio sowie als Schlagzeuger Chris Adler von der Band Lamb of God. Bereits im Mai 2019 gaben Nitro ihre erneute Auflösung bekannt, ohne dass ein neues Album veröffentlicht wurde.

## Rezeption
Die Aufnahme von Nitro in den Medien fokussierte sich im Wesentlichen auf Gillette, wegen dessen auffälligen Stimmakrobatik, und auf Batio, mit seinem schnellen Gitarrenspiel auf der eigens von ihm kreierten „Doubleaxe Gitarre“.

## Diskografie

### Alben
- 1989: O.F.R. (Out Fucking Rageous)
- 1992: H.W.D.W.S. (Hot, Wet, Drippin' with Sweat)
- 1999: Gunnin' for Glory

### Videos
- 1989: Freight Train